# Koncern
Koncerni (od lat. Concernere "(po-miješati") nastaju udruživanjem većeg broja tvrtki ili poduzeća, obično iste gospodarske grane, kao što su automobilska ili elektroindustrijska, kemijska, prehrambena i druge industrije, razne proizvodne, trgovačke ili uslužne djelatnosti.
Prvi su koncerni nastali okupljanjem određenog broja tvrtki oko jedne tvrtke i njezina vlasnika, čije ime obično i nosi koncern. U suradnji s bankama, koje također postaju članice koncerna, i vlastitim kapitalom otkupljuju dionice nezavisnih tvrtki koje ih zanimaju i preuzimaju nadzor nad njihovim poslovanjem dok im se potpuno ne priključe ili postanu članice koncerna.
Cilj je poslovanja koncerna, kao i svake druge tvrtke, ostvarivanje dobiti, a svrha je udruživanja postizanje boljeg tržišnog položaja nego što ga imaju konkurenti. Na taj način koncerni rješavaju i probleme nabave sirovina, energije, repromaterijala i drugih resursa za svoje proizvodne procese i plasman vlastitih proizvoda. Tako proizvodi jednog dijela koncerna postaju sirovine ili repromaterijal za druge njegove dijelove.
U koncern se tvrtke udružuju i radi plasmana gotovih zajedničkih proizvoda krajnjim potrošačima ili kupcima.